# 게임 이론
게임이론(game theory)은 상호 의존적이고 이성적인 의사결정에 관한 수학적 이론이다. 개인 또는 기업이 어떠한 행위를 했을 때, 그 결과가 게임에서와 같이 자신뿐만 아니라 다른 참가자의 행동에 의해서도 결정되는 상황에서, 자신의 최대 이익에 부합하는 행동을 추구한다는 수학적 이론을 연구한다.
게임(game)이란 효용 극대화를 추구하는 행위자들이 일정한 전략을 가지고 최고의 보상을 얻기 위해 벌이는 행위를 말한다. 게임 이론은 사회 과학, 특히 경제학에서 활용되는 응용 수학의 한 분야이며, 생물학, 정치학, 컴퓨터 과학, 철학에서도 많이 사용된다. 게임이론은 참가자들이 상호작용하면서 변화해 가는 상황을 이해하는 데 도움을 주고, 그 상호작용이 어떻게 전개될 것인지, 매 순간 어떻게 행동하는 것이 더 이득이 되는지를 수학적으로 분석해 준다.

## 개요

### 역사
갈등과 대립의 전략적 측면을 연구했던 인물로 1921년 보렐 연구가 있지만, 그 이론적인 기초는 폰 노이만(John von Neumann)에 의해 달성되었다. 노이만은 1928년에 논문 등의 이론 구축을 시도했지만, 이 시점에서의 이론은 아직 수학적으로도 난해하고, 용도도 이해하기 어려운 것이었다. 그러나 오스카 모르겐슈테른
(Oskar Morgenstern)이 게임 이론의 중요성을 간파하고 공동으로 연구를 진행하여, 《게임 이론과 경제 행동》(Theory of Games and Economic Behavior, 1944)을 노이만과 공동으로 발표했다. 이 연구는 노이만이 이론적인 부분의 대부분을 담당하고, 경제 분석의 대부분은 모르겐슈테른이 담당했다고 한다. 이 연구는 경제 상황에서 분쟁 상태에 있는 여러 주체와 이해 관계, 불완전한 정보, 합리적인 결정은 우연히 같은 요소의 존재에 대한 분석에서 시작되어 실제 정세는 이론적으로 확립할 수 있는 게임 모델이 되었다. 동시에 이 연구에서 노이만에 의해 미니맥스 원리(미니맥스 법)가 증명된 것으로 게임 이론은 응용 수학 영역으로 명확히 자리를 잡았다. 이 게임 이론이 처음 적용된 전쟁은 제2차 세계 대전이었다. 노이만에게 배운 존 츄키는 게임 이론에 확률론을 도입하여 최소의 손실로 수행할 수 있는 전략 폭격 계획을 미군에 조언했다.
그 후 이 이론은 1950년대 많은 학자들에 의해 광범위하게 연구되었으며, 1970년대에는 자연선택에 의한 종의 진화를 포함한 동물의 행동연구에 적용되었다. 이제 게임이론은 다양한 분야에서 중요한 연구 도구로 널리 인식되고 있다. 8명의 게임이론학자들이 노벨 경제학상을 수상했으며, 존 메이나드 스미스(John Maynard Smith)는 생물학에 게임이론을 적용해 Crafoord Prize을 수상했다.
이 이론은 한 개인의 전략적 상황(자신의 의사결정에 의한 성공이 다른 사람의 선택에 의존적인 상황)에서의 행동을 수학적으로 설명하고자 한다. 처음에는 제로섬 게임(zero sum game, 한 개인이 다른 사람의 이익을 빼앗는 상황)에서의 경쟁을 분석하기 위해 개발되었으나, 지금은 다양한 조건의 광범위한 상호 작용을 다룰 수 있도록 확장되었다. 오늘날 게임이론은 사회과학의 이성적인 부분을 다루는 마치 우산처럼 드리워진 통합된 이론으로 사회라는 것을 더 확장하여 인간뿐 아니라 컴퓨터, 동식물의 상호작용(interaction)까지 포괄하고 있다.
전통적인 게임이론의 응용은 게임에서의 균형점(각 개체들이 자신의 행동을 바꾸지 않는 전략들의 집합)을 찾는 것이다. 이러한 아이디어를 바탕으로 많은 균형개념들이 개발되었다. 이 중 내시 균형(Nash equilibrium)이 가장 유명하다. 이런 균형개념은 중복되거나 비슷하기도 하지만, 적용되는 분야에 따라 상이하게 발전되어 왔다. 이런 방법론은 비판도 없지 않고, 특정 균형개념의 적절성이나 전체 균형개념들의 적절성, 더 일반적으로는 수학 모델들의 유용성에 대한 토론이 아직도 이어지고 있다.

## 게임의 형태
게임이론에서 연구하는 게임들은 잘 정의된 수학적 객체들이다. 하나의 게임은 몇 명의 참가자(행위자, actor)와 참가자들이 할 수 있는 행동들(전략, strategy), 그리고 전략들의 조합에 따라 받게 되는 참가자들의 보상(payoff)으로 구성된다. 대부분의 협조적 게임들은 특성함수형(characteristic function form)으로 표현되는 반면, 전개형(extensive form)과 일반형(normal form)은 비협조적인 게임을 정의하는 데 사용된다.

### 전개형

전개형 게임

전개형은 순서가 있는 게임을 정형화하는 데 사용된다. 이런 게임들은 종종 옆의 그림처럼 (거꾸로 된) 나무 모양으로 표현된다. 여기서 각 점(노드)는 한 참여자의 선택의 지점을 나타낸다. 각 참여자는 점 위에 표시된 숫자로 구분된다. 점에서 뻗어나오는 선들은 점에 있는 참여자가 할 수 있는 행동들을 나타낸다. 보상은 나무의 아래쪽에 표시된다.
이 그림의 게임에서는 두 명의 참여자가 있다. 참여자1이 먼저 움직일 수 있고, F와 U 중에 한 가지를 선택할 수 있다. 참여자2는 참여자1의 행동을 보고 A와 R 중에 하나를 선택할 수 있다. 참여자1이 U를 선택하고, 참여자2가 A를 선택한다면 참여자1은 8점을 얻고, 참여자2는 2점을 얻는다는 표시이다.
이러한 전개형태는 불충분한 정보를 가진 게임이나 동시에 움직이는 게임에도 적용할 수 있다. 이를 위해 점선을 서로 다른 점(노드)를 연결하여 같은 정보( 게임 참여자들은 서로 어느 점에 있는지 알지 못하는)에서 게임하는 것을 뜻한다. (아니면 폐곡선으로 둘러 그린다.)

### 일반형
전략형 게임(일반형 게임)은 주로 옆의 표와 같이 참가자들과 전략, 보상을 표시하는 매트릭스로 표현된다. 여기에는 각 행동들의 가능한 조합에 상응하는 각 참가자의 보상이 연결된다.
옆의 예에서는 두 명의 참가자가 있고, 한 사람은 행을, 다른 사람은 열에서 선택할 수 있다. 각 참가자는 두개의 전략을 가질 수 있고, 각각은 행과 열을 수를 결정한다. 보상은 상자 안쪽에 기록되며, 첫 번째 숫자는 행의 참가자(여기서는 참가자1)가 받는 보상을 나타내고, 두 번째 숫자는 열의 참가자(참가자2)가 얻는 보상을 나타낸다. 만약 참가자1이 위쪽을 선택하고, 참가자2가 왼쪽을 선택했다면 참가자1이 얻는 보상은 4점이 되고, 참가자2의 보상은 3점이 된다.
일반형 게임은 주로 동시게임(모든 참가자들이 동시에 행동하는 게임)이거나 적어도 다른 사람의 행동을 모르는 상황에서 펼쳐지는 게임을 표현한다. 만약 한 참가자가 다른 게임 참여자의 선택에 대해 조금이라도 정보를 가지게 된다면 이 게임은 주로 전개형(extensive)으로 표현된다.

### 특성함수형
이전 가능한 효용이 있는 협조적 게임에서는 각 개인들에게는 어떤 보상도 주어지지 않는다. 대신 특성함수가 각 연합의 보상을 결정하게 된다. 기본 가정은 빈 연합은 0의 보상을 얻는다는 것이다.
이 형태의 기원은 협력적 일반형 게임을 연구했던 폰 노이만(von Neumann)과 모르겐스턴(Morgenstern)의 책에 나오는데, 어떤 연합 C가 형성되면, 마치 2개의 참가자가 있는 게임처럼 연합{\displaystyle C}가 보완적인 연합({\displaystyle N\setminus C})에 대항해 행동한다고 가정했다. 이때 연합 {\displaystyle C}의 균형 보수는 어떤 특성을 갖는다(characteristic). 지금은 모든 특성함수형 게임들을 일반형 게임으로부터 파생할 수 있다.
이를 식으로 표현하면 특성 기능 형태 게임은 짝{\displaystyle (N,v)} 로 주어지고 여기서 {\displaystyle N}은 게임참여자들의 집합과 {\displaystyle v:2^{N}\longrightarrow \mathbb {R} }를 특성기능으로 가진다. 특성 기능 형태는 이전 가능한 효용의 추정 없이도 게임을 일반화 시킬 수 있다.

### 분할함수형
특성함수형은 연합 형성에서의 외형영향을 무시한다. 분할함수형에서는 연합의 보수가 연합의 구성원에 의해 결정될 뿐만 아니라 참가자들의 나머지들이 분할되는 방식에도 영향을 받게 된다.

## 게임의 유형

### 협조적 게임과 비협조적 게임
만약 게임 참여자들이 구속력 있는 약속을 맺을 수 있다면, 그 게임을 협조적이라 한다. 예를 들어 법적 규제가 참여자들이 반드시 약속을 지키도록 요구하는 경우다. 비협조적 게임에서는 이것이 가능하지 않다.
협조적 게임에서는 종종 참여자 간의 의사소통이 허용된다. 그러나 비협조적 게임에서는 허용되지 않는다.

### 제로섬과 넌-제로섬
- 제로섬 게임 (Zero-sum game) :‘게임이론’ 가운데 제로섬 게임(zero-sum game) 이론이라는 것이 있다. 두 사람이 얻는 이익의 합(sum)이 0이 되기에 제로섬 게임이라고 한다. 제로섬 게임 하에서는 두 사람이 게임을 할 때 한 사람이 게임에 이겨서 하나를 얻으면(+1) 다른 한 사람은 필연적으로 하나를 잃게 된다(-1).

흔히 볼 수 있는 제로 섬 게임으로는 ‘가위바위보 게임’이 있는데, 게임을 하는 두 명중 한명이 이기면 다른 사람은 반드시 질 수밖에 없다. (무승부인 경우는 게임이 끝난 것이 아니므로 둘 다 무승부 일 경우는 제외한다.)
양쪽의 이익의 합이 0이 되는 게임 이론’이라는 사전적 정의는 나름대로 어렵지만 경쟁이라는 것이 대개 그렇듯이 한쪽이 얻으면 다른 한쪽은 잃게 되는 비극적인 경우를 우리 주변에서 너무나 많이 볼 수 있다.
- 넌 제로섬 게임 (Non-Zerosum game) : 넌 제로섬 게임이란, 말 그대로 합이 0이 되지 않는 게임을 이야기 한다. 위에서 말한 제로섬 게임은 이미 주어져 있는 것을 어떻게 나누느냐의 문제이다.

예를 들어, 엄청나게 배가고픈 동생과 누나가 오늘 아침식사로 먹을 빵이 10개를 분배한다고 가정하자. 제로섬에서는 이 10개만을 가지고 서로가 협상을 진행하게 된다.
주어진 량은 10개 인데, 이 이상의 양은 절대 안되고 서로의 효용치는 각각 7개 씩이라고 한다면 누군가는 분배의 과정에서 손해를 볼 수밖에 없다. 누나가 7개를 먹게 되면 동생은 3개를 먹어 4개가 부족하고, 동생이 7개를 먹게 되면 누나는 4개를 덜먹어서 배가 고프게 된다. 이 경우 누나는 동생보다 4개를 이득보게 되고 동생은 누나보다 4개의 손실을 입게 되는 결과가 초래된다. 결국 둘의 이익과 손해의 합은 0가 된다.
하지만 논 제로섬 게임은 다르다. 애초에 주어져 있던 빵의 크기가 협상을 통해서 더 커질 수도 있고, 더 작아지게 될 수도 있다. 위의 가정과 동일한데, 이것을 한가지더 추가해보자. 지금 오븐에선 빵이 10개가 더 구워지고 있다. 그리고 10분만 기다리게 되면 그 빵은 다 굽혀져서 나오게 된다고 하자(갓구운 빵과 그렇지 않은 빵의 효용은 동일하다고 하자). 이 경우 동생과 누나는 좀 더 유연한 협상을 할 수 있다.
둘중 누군가가 놀부심보를 부리지 않는 이상, 서로 자신의 효용수준인 7개를 초과하는 량의 빵을 가질 수 있기 때문이다. 이처럼 이익과 손실의 합이 0이 되지 않는 상황을 바로 넌제로섬 게임이라고 한다. 대표적인 예로 죄수의 딜레마를 들 수 있다.

### 대칭적 게임과 비대칭적 게임
- 대칭적 게임 (Symmetric Game)

대칭적 게임이란 특정 전략에 대한 보수가 다른 사람의 행동이 아닌 다른 전략에 의해 결정되는 것을 말한다. 대칭적 게임에서는 참가자의 위치를 바꿨을 때 전략에 대한 보수가 바뀌지 않는다. 죄수의 딜레마, 치킨 게임 등은 대칭적 게임의 대표적인 예이다.
- 비대칭적 게임 (Asymmetric Game)

대부분의 비대칭적 게임에는 참가자들에게 동일한 전략이 주어지지 않는다. 예를 들어 최후통첩 게임과 독재자 게임에서 참가자는 상대방에 대한 각자 다른 전략을 갖는다. 그러나 옆의 표에서 보는 바와 같이 비대칭적 게임에서도 동일한 전략이 적용될 수 있다.

### 동시적 게임과 순차적 게임
동시적 게임(Simultaneous Game)은 참가자들이 동시에 행동하거나, 동시에 시행하지 않더라도 후자가 전자의 선택을 모르고 행동하는 것이다. 반대로, 순차적 게임(Sequential Game)에서는 후자가 전자의 선택에 대한 정보를 갖고서 선택하는데, 이 때 정보는 전자의 행동에 대한 완전 정보(Perfect information)가 아닐 수도 있다. 다시 말해 후자는 전자에 대한 조금의 정보를 갖고 있다. 예를 들어, 후자는 전자가 특정한 행동을 취했는 지에 대한 여부를 알 수는 있지만, 전자가 어떤 행동을 취했는지는 알 수 없다.

## 같이 보기
- 죄수의 딜레마
- 치킨 게임
- 합리적 선택 이론
- 제로섬 게임
- 진화게임이론